# Hr.Ms. Rotterdam (1939)
Hr.Ms. Rotterdam, (BV 45, FY 1741) was een Nederlandse hulpmijnenveger tijdens de Tweede Wereldoorlog. Het schip was de op 30 augustus 1939 gevorderde trawler IJM 112 die door de Britse scheepswerf Smit's Dock Co. Ltd. uit Middlesbrough was gebouwd. Na de vordering van het schip in 1939 werd het door de Nederlandse marine omgebouwd als bewakingsvaartuig onder de naam Bewakingsvaartuig 4.
Nadat het schip na de val van Nederland in 1940 naar Engeland was uitgeweken werd het daar omgebouwd tot hulpmijnenveger en kreeg het de naam Rotterdam. Het schip was daar verbonden aan de 64ste mijnenvegergroep te Milford Haven, andere schepen bij deze groep waren: Bloemendaal, Maria R. Ommering en Andijk. De Rotterdam was het eerste Nederlandse mijnenveger uitgerust met een akoestisch veegtuig. Na de uitdienstname op 1 juni 1943 werd het schip overgedragen aan de Britse marine.
De Britse marine gaf het schip juli 1946 terug aan de eigenaar.